# Conrad Wilhelm Delius (Politiker)

Conrad Wilhelm Delius

Conrad Wilhelm Delius (* 30. Mai 1751 in Versmold; † 18. Februar 1834 in Herford) war Bürgermeister von Bielefeld und Abgeordneter im Königreich Westphalen.

## Leben
Delius stammte aus der ravensbergischen Textilunternehmerfamilie Delius. Sein Vater, Daniel Conrad Delius (1697–1768) war Bürgermeister von Versmold, seine Mutter Margareta Anna, geborene Heidsieck war Tochter eines Pastors und Tante von Florenz-Ludwig Heidsieck, dem Gründer des gleichnamigen Champagnerhauses. Conrad Wilhelm war das jüngste von dreizehn Kindern der Familie. Seine erste Ehefrau Wilhelmine Sophia Fucke (* 1746), Tochter eines Bielefelder Chirurgen, starb 1773 nach der Geburt ihres ersten Sohnes Daniel Heinrich Delius, später preußischer Regierungspräsident. Am 23. Juli 1777 heiratete er in zweiter Ehe in Borgholzhausen seine Cousine Henriette Dorothee, geborene Heidsieck. Am 30. Mai 1797 heiratete er in (Melle-)Buer seine dritte Frau Henriette, geborene Schulze. Insgesamt hatte er fünfzehn Kinder.
Er war Erbpächter des Amtes Reineberg bei Lübbecke. Außerdem war er Kommissionsrat in Bielefeld, Minden und Herford. In der Zeit des Königreichs Westphalen war er von 1808 bis 1811 Mitglied im Departementrat des Weserdepartements. Von 1813 bis 1818 war er in der Gruppe der Grundbesitzer Mitglied der Reichsstände des Königreichs Westphalen und vertrat zunächst das Weserdepartement und später das Fuldadepartement. Zwischen 1812 und 1817 war er zudem Bürgermeister von Bielefeld. Sein Nachfolger in diesem Amt wurde sein Neffe Ernst Friedrich Delius. Im Jahr 1811 wurde er mit dem Orden der westphälischen Krone geehrt. Im Februar 1825 ersteigerte er das Gut Grapenstein bei Lübbecke für 35.000 Thaler und vermachte es im Dezember 1833 seinen vier Töchtern und seinem Sohn Ludwig Georg Delius. 1832 erwarb Delius das von Preußen säkularisierte Stiftsareal Quernheim und übertrug es 1834 seinem Schwiegersohn Wilhelm Bacmeister.